# Travassô e Óis da Ribeira
Travassô e Óis da Ribeira (llamada oficialmente União das Freguesias de Travassô e Óis da Ribeira) es una freguesia portuguesa del municipio de Águeda, distrito de Aveiro.

## Historia
Fue creada el 28 de enero de 2013 en aplicación de una resolución de la Asamblea de la República de Portugal promulgada el 16 de enero de 2013 con la unión de las freguesias de Óis da Ribeira y Travassô, estando situada su sede en la antigua freguesia de Travassô.

## Demografía
| Gráfica de evolución demográfica de Travassô e Óis da Ribeira entre 2011 y 2021 |
|                                                                                 |
| Datos según el nomenclátor publicado por el INE portugués.                      |